# 154 (album)
| Recensione       | Giudizio       |
| ---------------- | -------------- |
| Ondarock         | Pietra miliare |
| Piero Scaruffi   | [ 2 ]          |
| AllMusic         | [ 3 ]          |
| Robert Christgau | B              |

154 è il terzo album degli Wire pubblicato nel 1979 per l'etichetta discografica Harvest Records. 

## Descrizione
Il titolo rappresenta il numero di concerti tenuti dalla band dalla sua formazione al momento dell'uscita del disco.

## Tracce
1. I Should Have Known Better – 3:51
2. Two People in a Room – 2:09
3. The 15th – 3:04
4. The Other Window – 2:07
5. Single K.O. – 2:22
6. A Touching Display – 6:55
7. On Returning – 2:05
8. A Mutual Friend – 4:26
9. Blessed State – 3:28
10. Once Is Enough – 3:23
11. Map Ref. 41 Degrees North 93 Degrees West – 3:36
12. Indirect Enquiries – 3:34
13. 40 Versions – 3:27

Durata totale: 44:27

## Bonus EP (ristampa 1989 e 1994)
1. Song 1 - 3:02
2. Get Down, Pts. 1-2 - 4:27
3. Let's Panic Later - 3:20
4. Small Electric Piece - 3:33

## Bonus track (solo ristampa 1994)
1. Go Ahead - 4:01

## Formazione
- Colin Newman – voce, chitarra
- Graham Lewis – voce, basso
- Robert Gotobed – batteria
- B. C. Gilbert – chitarra, voce

### Altri musicisti
- Hilly Kristal – basso, voce d'accompagnamento
- Kate Lukas – flauto contralto
- Tim Souster – viola elettrica
- Mike Thorne – tastiere, sintetizzatore
- Joan Whiting – corno inglese